# Senlecques
Senlecques település Franciaországban, Pas-de-Calais megyében. Lakosainak száma 255 fő (2022. január 1.). Senlecques Lottinghen, Bécourt, Bléquin, Bourthes, Ledinghem és Vieil-Moutier községekkel határos.

## Népesség
A település népessége az elmúlt években az alábbi módon változott:
| Lakosok száma | 264  | 267  | 269  | 272  | 281  | 268  | 262  | 255  |
|               | 2013 | 2015 | 2017 | 2018 | 2019 | 2020 | 2021 | 2022 |